# 蘭陽女中校門暨傳達室
蘭陽女中校門暨傳達室位於宜蘭縣宜蘭市，2011年10月14日公告為縣定古蹟。

## 歷史背景
1938年4月20日蘭陽高等女學校成立，為宜蘭地區成立最久的中學以及唯一的女子高中，1940年建成的蘭女校門保留著全縣最完整的興亞帝冠式建築，傳達室至今仍保留日治木屋風格，1958年重新粉刷以及改建，目前的蘭女傳達室為綠色。

## 建築特色
蘭陽女中正門圍牆已於2011年拆除，改用籬笆代替，校門和傳達室周圍種滿許多樹木，樹木已列為縣級保護樹。

## 指定理由
1. 蘭陽女中校門約竣工於昭和15年（1940年），與校舍為同時期興建，為該校唯一留存的創校設施，也是宜蘭縣僅存之日治時期校門，具稀少性。
2. 傳逹室位於校門內側，竣工於民國47年（1958年），同屬該校保存良好之早期建築，造型樸實典雅，與校門形塑的歷史空間，為校友的共同記憶，極具保存價值。
3. 校門由具層次的高低柱體組成，外觀施以洗石子並以橫向飾帶强化水平效果，柱體轉角以線腳為收頭，表現當時的營造特色。
4. 女子高等學校的創建與經營，為宜蘭開明女學的象徵，培育無數傑出人才，校門為其重要見證。

## 引用資料
1. ↑  . 文化部文化資產局. （原始内容存档于2019-01-22）.